# Placidia

Placidia (im Musée Saint-Raymond de Toulouse)

Placidia (* um 435; † nach 480) war eine Tochter des römischen Kaisers Valentinian III., Enkelin von Galla Placidia, Frau des Kaisers Olybrius und als solche Regentin des weströmischen Reiches. Ihr vollständiger Name ist unsicher, möglicherweise  Galla Placidia Valentiniana  oder  Galla Placidia die jüngere .

## Leben
Placidia war die zweite Tochter von Valentinian III. und Licinia Eudoxia. Ihre ältere Schwester war Eudocia, Frau von Hunerich, ihre väterlichen Großeltern waren Constantius III. und Galla Placidia, ihre mütterlichen Großeltern Theodosius II. und Aelia Eudocia; Galla Placidia und Theodosius II. waren Mitglieder der theodosianischen Dynastie.

Theodosianische Dynastie

Im Jahre 454 verlobte Aetius seinen Sohn Gaudentius, den ihm seine zweite Gattin Pelagia, die Witwe des Bonifatius, geboren hatte, mit Placidia, der jüngeren Kaisertochter, jedoch stimmte Kaiser Valentinian III. nur widerwillig zu. Nach dem Tod Valentinians III. im Jahre 455 wurde seine Gemahlin Licinia Eudoxia zur Ehe mit dem Senator und Usurpator Petronius Maximus in Rom gezwungen, der die Verlobung Placidias zugunsten seines Sohnes Palladius auflöste. Kurz darauf überfielen aber die Vandalen unter König Geiserich die Stadt und verschleppten Licinia Eudoxia und ihre beiden Töchter, Eudocia (* 439; † 471/72) und Placidia und ihren Verlobten Gaudentius als Geiseln nach Karthago.
In Karthago verbrachten sie die nächsten Jahre im Hausarrest, zweimal sandte der oströmische Kaiser Markian Boten zu Geiserich, um ihn zur Freigabe der Frauen zu bewegen, Geiserich lehnte jedoch ab, er verheiratete nun seinen Sohn Hunerich mit Placidias Schwester Eudocia.
Placidia heiratete 455 in Karthago den hochadligen und führenden Senator Roms Flavius Anicius Olybrius, den späteren Kaiser des Weströmischen Reiches, den Geiserich ebenfalls als Geisel mit nach Karthago gebracht hatte.
Durch diese Heirat war nun Olybrius mit Geiserich verwandt, erst eine erneut vom oströmischen Kaiser Leo bei Geiserich vorgetragene Bitte um Freilassung der Geiseln hatte im Jahr 461 Erfolg, der Vandalenkönig sandte Placidia mit ihrer Mutter, der Kaiserin-Witwe Licinia Eudoxia nach Konstantinopel, die Schwester Eudocia dagegen musste noch im Vandalenreich bleiben. Placidia gebar ihrem Mann Olybrius im Jahr 462 in Konstantinopel die Tochter Anicia Juliana, ihr Gatte Flavius Anicius Olybrius wurde von Ricimer im Frühjahr 472 zum weströmischen Kaiser erhoben; nach einer Herrschaft von nur 6 Monaten starb der kränkliche Kaiser an Wassersucht. Ihre Tochter Anicia Juliana sollte in den folgenden Jahrzehnten allerdings eine der einflussreichsten Personen in Ost- und Westrom sein.